# Centro per lo sviluppo del Donbass
Il Centro per lo Sviluppo del Donbass  (in russo Центр Развития Донбасса?)  è una fondazione caritativa no-profit costituita nel settembre 2015 con l'obiettivo di preservare la pace nella regione e del ripristino e sviluppo del Donbass.

## L'organizzazione
Il Centro per lo Sviluppo del Donbass è legalmente registrato in Ucraina e Russia, e possiede lo status di missione umanitaria accreditata alla Repubblica Popolare di Doneck da maggio 2016.
Il Centro per lo sviluppo del Donbass è partner esecutivo dell'UNHCR, dell'Ufficio delle Nazioni Unite per gli affari umanitari, UNICEF, Organizzazione internazionale per le migrazioni, Save the Children, HelpAge International, Programma alimentare mondiale, PUAMI e altre organizzazioni di analisi e beneficenza.
Nella sua opera il CSD ha attuato più di 60 differenti progetti sociali, fornito assistenza a più di 800 istituzioni sociali e 480 000 individui. I beneficiari erano abitanti bisognosi del Donbass, residenti in 369 differenti distretti ed insediamenti.  Nell'ambito dei programmi umanitari, essi hanno ricevuto assistenza in forma di carbone, medicinali, equipaggiamento medico e sportivo, cibo, kit per l'igiene e l'ufficio, assistenza in forma di lavori di riparazione e restauro ed altro.

## Assistenza materiale
Le principali attività consistono nell'assistenza umanitaria alla popolazione del Donbass e la ricostruzione di infrastrutture sociali. Nel 2015-2016, sono stati condotti una decina di studi su vari settori sociali. Nel 2016, in particolare, è stata eseguita una approfondita analisi dei problemi umanitari nella regione di Donec'k.

### Assistenza alimentare
Alla fine di dicembre 2015, il CSD ha provveduto alla distribuzione di cibo per il bestiame nel territorio di Luhans'k: 1 000 famiglie di 43 insediamenti rurali sulla linea del fronte hanno ricevuto 100 tonnellate di foraggio. Al termine del progetto è stato redatto un rapporto analitico sullo stato dell'agricoltura nella regione di Luhans'k. All'inizio del 2018, 24 000 pensionati residenti nel Donbass hanno ricevuto assistenza in forma di aiuti alimentari.

### Fornitura di carbone
Assieme ai partner il CSD presta assistenza nella fornitura di carburante solido domestico a persone delle seguenti categorie sociali vulnerabili: invalidi di categoria 1 e 2, madri single, famiglie con bambini sotto tutela, famiglie con bambini disabili e altre. Da gennaio 2017, 2 000 persone hanno ricevuto carbone, e da dicembre 2017 a marzo 2018, 4 255.

### Aiuto in equipaggiamento medico e medicinali
A fine maggio 2016, era stato distribuito equipaggiamento medico a più di 1 500 persone anziane bisognose. Da aprile 2016 a marzo 2018, erano stati forniti medicinali a donne in stato di gravidanza e in fase di allattamento, così come a bambini sotto ai cinque anni. Durante tale periodo, circa 6 000 persone hanno ricevuto medicinali.

### Riparazione di strutture sociali
Il 26 maggio 2016 è stata riaperta la scuola materna n° 368 "Ugolyok"  a seguito della riforma in Donetsk. Un'altra infrastruttura è stata ricostruita nell'estate 2016, la scuola-liceo "Erudit". Ad aprile 2017 è stata ricostruita, nella città di Khimk, Gorlovka, la scuola secondaria generale n°13, danneggiata a seguito di bombardamenti durante l'inverno 2015. A maggio 2017, la scuola infantile n°392 situata nella zona di prima linea del distretto Kiev di Donec'k, è stata fornita di 10 tonnellate di arredi e biancheria da letto. A giugno 2017 circa 900 residenti nelle zone in prima linea le cui case sono state danneggiate durante i bombardamenti, sono state fornite di teloni di copertura ad alta resistenza come riparazione temporanea di tetti e muri danneggiati dai bombardamenti.
Il Centro per lo Sviluppo del Donbass fornisce assieme ai partner assistenza polivalente e protezione della popolazione socialmente vulnerabile.
Assistenza psicosociale alla popolazione è fornita nell'ambito del programma di sostegno sociale. Questo è il settore di servizi per famiglie di categorie sociali vulnerabili, il quale è mirato alla stabilizzazione della situazione nelle famiglie con bambini, contribuisce alla loro socializzazione e determina le necessità più urgenti. L'aspetto principale del lavoro è l'erogazione di assistenza psicoemotiva ai bambini. È condotta inoltre consulenza legale e psicologica alle famiglie, mirata alla realizzazione delle necessità di base del bambino e alla creazione di condizioni confortevoli per il suo sviluppo.
Unitamente all'Alto commissariato delle Nazioni Unite per i rifugiati è stato realizzato un programma di assistenza individuale . Esso comprende l'erogazione di vari tipi di assistenza materiale a popolazioni socialmente vulnerabile:  sfollati all'interno del territorio, persone abitanti vicino alla linea di demarcazione, madri single, persone con necessità particolari e altre.
Inoltre, consulenza legale e occupazionale è fornita a carico dell'organizzazione da specialisti del CSD.

## Attività didattiche
Il Centro per lo sviluppo del Donbass compie attività mirate allo sviluppo fisico e personale della popolazione. Tiene conferenze su attività imprenditoriali individuali e formazione su social design e alfabetizzazione finanziaria. L'organizzazione tiene corsi volti a creare e sviluppare nuove iniziative sociali e imprenditoriali.  È presente anche un'area ufficio condivisa per persone con impieghi differenti (coworking). Per loro è a disposizione una confortevole stanza dotata di connessione Wi-Fi, dotazione per ufficio e una area conferenze.
Al Centro per lo sviluppo del Donbass è disponibile gratuitamente uno spazio per bambini. Esso è dedicato allo svago dei bambini, allo sviluppo personale e all'espressione del potenziale creativo. Ogni giorno vengono condotte varie attività didattiche mirate allo sviluppo, dedicate ai visitatori. Inoltre, è presente una biblioteca e un cinema per famiglie. Simili spazi per bambini sono stati organizzati a Jasynuvata, Torez, Uglegorsk (Oblast' di Sachalin) e Debal'ceve.

## Collegamenti internazionali
Il 23 gennaio 2017, rappresentanti del CSD hanno partecipato alla conferenza "Ucraina: il volto umano del conflitto nell'est dello stato", presso il Comitato economico e sociale europeo (Bruxelles, Belgio).

## Ubicazione
La sede del CSD è situata a Donec'k, in prospekt mira (проспект мира) 13.